# 柳家甚語楼 (3代目)
三代目 柳家 甚語楼（やなぎや じんごろう、1968年10月15日 - ）は、埼玉県上尾市出身の落語家。落語協会所属。本名∶小柏 一。出囃子は『独楽』、『證誠寺の狸囃子』。

## 来歴
1992年3月、早稲田大学法学部卒業。
1993年5月に三代目柳家権太楼に入門、前座名「太一」を名乗る。当初は体形から「太め(ふとめ)」となりそうだったが、大師匠柳家小さんに訂正された。
1997年5月、二ツ目に昇進し、「さん光」に改名。
2006年3月に柳家獅堂、林家久蔵、柳家三三、六代目柳亭左龍と共に真打に昇進し、「三代目柳家甚語楼」を襲名。

## 芸歴
- 1993年5月 - 三代目柳家権太楼に入門、前座名「太一」。
- 1997年5月 - 二ツ目昇進、「さん光」と改名。
- 2006年3月 - 真打昇進、「三代目柳家甚語楼」を襲名。

## 人物
落語協会所属の若手7人の落語家ユニット「大江戸台風族」メンバー。甚語楼は「台風2号」。

## 演目

### 古典
- 愛宕山
- 井戸の茶碗
- 鰻の幇間
- 厩火事
- 黄金の大黒
- 御神酒徳利
- 火事息子
- くしゃみ講釈
- 小言幸兵衛
- 子別れ
- 崇徳院
- 茶の湯
- ちりとてちん
- 佃祭
- 天狗裁き
- 転宅
- 富久
- 抜け雀
- 花筏
- 花見の仇討
- 浜野矩随
- 普段の袴
- 不動坊
- 味噌蔵
- 妾馬
- 百川
- 宿屋の仇討

#### 廓噺
- 幾代餅
- 居残り佐平次
- お見立て
- 三枚起請
- 品川心中
- 錦の袈裟

### 新作
- 猫と金魚

## CD
- Oh-Edo Typhoon（大江戸台風族）として
  - Oh-Edo Typhoon（大江戸台風族） - JUGEM （徳間ジャパンコミュニケーションズ 2004年1月1日）
  - 両津勘吉（ラサール石井）and 大江戸台風族 - ジュゲム〜こち亀バージョン （徳間ジャパンコミュニケーションズ 2004年7月7日）

## 出演

### ドラマ
- 古畑任三郎 S3第1話（通算第28回1999年4月13日、フジテレビ） - 気楽家イラク 役